# Joan of Arc
Joan of Arc ist eine US-amerikanische Emo-Band aus Chicago, Illinois.

## Bandgeschichte
Joan of Arc entstand 1995 nach der Auflösung der Vorgängerband Cap’n Jazz. Nach dem Weggang der Gitarristen Davey von Bohlen und Victor Villarreal gründeten die drei übrig gebliebenen Mitglieder – Tim Kinsella, sein Bruder Mike und Sam Zurick – zusammen mit Jeremy Boyle die Band Red Blue Yellow, nannten sich dann Joan of Arc und unterschrieben beim Emo-Label Jade Tree Records. Nach der Veröffentlichung von mehreren Singles und einer EP erschien 1997 ihr erstes Album A Portable Model Of. Auf den Alben How Memory Works (1998), Live in Chicago (1999) und The Gap (2000) setzte die Band ihre musikalischen Experimente fort. Trotz mancher schlechter Kritik konnte die Band auch in Europa eine treue Fangemeinde gewinnen. Die Experimentierfreude der Bandmitglieder führte schließlich zu zahlreichen Nebenprojekten, aber auch ständig wechselnder Besetzung, so dass Sänger Tim Kinsella über die Jahre das einzige permanente Gruppenmitglied war, wobei er aber auch selbst regelmäßig als Solokünstler arbeitete.
2003 erschien mit So Much Staying Alive and Lovelessness dann doch wieder ein Joan of Arc-Album. Das Material stammte von Tim Kinsella und Sam Zurick. Bei den Aufnahmesessions entstand Material für eine zweite Platten, die unter dem Titel In Rape Fantasy and Terror Sex We Trust herauskam. Mit Make Believe entstand 2003 ein weiteres Nebenprojekt von Joan of Arc, bei dem die Gebrüder Kinsella, Sam Zurick und Bobby Burg beteiligt sind. Trotzdem erschienen immer wieder Joan of Arc-Alben auf dem Markt. Für die Aufnahmen von Joan of Arc, Dick Cheney, Mark Twain... kam 2004 der Vibraphon-Spieler Cale Parks hinzu. 2005 wechselte die Band zu Polyvinyl Records. 2007 formierte sich die aktuelle Besetzung und brachte die Single Many Times I've Mistaken und das Album Orchard Vale heraus. Es folgten 2008 die Single My Summer-Long High Wipeout und der Longplayer Boo Human.

## Nebenprojekte
- Tim Kinsella: Owls, Friend/Enemy, Make Believe, Everyoned, Love of Everything
- Mike Kinsella: The One Up Downstairs, American Football, Owls, Owen
- Sam Zurick: Ghosts and Vodka, Owls, Friend/Enemy, Make Believe, Everyoned, Love of Everything
- Nate Kinsella: Decembers Architects, Make Believe, Owen, Birthmark
- Bobby Burg: Make Believe, Love of Everything

## Stil
Joan of Arc ist bekannt für den Einsatz von Electronics, Samples und Multi-Trackings, die zu wilden Soundcollagen wie auf So Much Staying Alive and Lovelessness ausufern können. Einige Songs auf dem Album The Gap beinhalten über 100 Tracks. Text- und Covergestaltung von Joan of Arc sind oft absichtlich zweideutig, humorig oder konfus. Zum Beispiel ist das Album Live in Chicago 1999 nicht etwa ein Live-Album, vielmehr soll der Titel andeuten, dass die Bandmitglieder 1999 in Chicago lebten. Live in Muenster 2003 ist dagegen tatsächlich ein Live-Album, aufgenommen im Gleis 22 zu Münster.

## Trivia
- Joanfrc bezeichnet die Gesamtheit aller Bandprojekte der Bandmitglieder von Joan of Arc und der Vorgängerband Cap’n Jazz.
- Davey von Bohlen von Maritime spielte auf dem ersten Album von Joan of Arc Gitarre.

## Diskografie

### Alben
- 2017: How Memory Works (Jade Tree)
- 2016: Firecracker In A Box Of Mirrors (7 e.p.)
- 2016: He's Got The Whole This Land is Your Land in His Hands (Joyful Noise Recordings)
- 2015: JOA99 (Joyful Noise Recordings)
- 2014: Weather Diaries (Baro Records)
- 2013: Testimonium Songs (Polyvinyl)
- 2012: Joan Of Arc (Polyvinyl)
- 2012: Presents: Pine Cone  (Polyvinyl)
- 2012: Presents: Joan Of Arc (Polyvinyl)
- 2011: Japan 3.11.11: A Benefit Album (Polyvinyl)
- 2011: Life Like (Polyvinyl)
- 2011: Oh Brother (Polyvinyl)
- 2010: Cassette Box Set (Polyvinyl)
- 2010: Don't Mind Control (Polyvinyl)
- 2009: Flowers (Polyvinyl)
- 2008: Boo Human (Polyvinyl)
- 2007: Orchard Vale (Record Label)
- 2006: Eventually, all at Once (Polyvinyl)
- 2006: The Intelligent Design Of (Polyvinyl)
- 2005: Presents Guitar Duets (Jade Tree)
- 2004: Joan of Arc, Dick Cheney, Mark Twain (Jade Tree)
- 2004: Live in Muenster 2003 (Jade Tree)
- 2003: In Rape Fantasy and Terror Sex We Trust (Jade Tree)
- 2003: So Much Staying Alive and Lovelessness (Jade Tree)
- 2000: The Gap (Jade Tree)
- 1999: Live in Chicago 1999 (Jade Tree)
- 1998: How Memory Works (Jade Tree)
- 1997: A Portable Model Of (Jade Tree)

### EPs
- 2017: Theme Song From Rainbo (Joyful Noise Recordings)
- 2015: Joan of Arc's Greatest Hits (Joyful Noise Recordings)
- 2004: Bundini Brown Split (Jade Tree)
- 2003: Rabbit Rabbit Split (Jade Tree)
- 2001: How Can Any Thing So Little Be Any More? (Jade Tree)

### Singles
- 2017: Cha Cha Cha Chakra (Joyful Noise Recordings)
- 2016: Vampire E.R. (Joyful Noise Recordings)
- 2015: As Black Pants Make Cat Hairs Appear (Joyful Noise Recordings)
- 2011: For Kenna Rae (Polyvinyl)
- 2010: Meaningful Work (Polyvinyl)
- 2008: My Summer-Long High Wipeout (Polyvinyl)
- 2007: Many Times I've Mistaken (Polyvinyl)
- 1997: Busy Bus/Sunny Sun (Jade Tree)
- 1996: Method And Sentiment (Jade Tree)